# Planetella dilatata
Planetella dilatata är en tvåvingeart som först beskrevs av Ephraim Porter Felt 1921.  Planetella dilatata ingår i släktet Planetella och familjen gallmyggor.
Artens utbredningsområde är New York. Inga underarter finns listade i Catalogue of Life.